# Fältranson
Fältranson är den mat försvarsmakter över hela jorden använder sig av ute i fält när man inte kan eller vill tillaga annan mat. Olika länder har olika former av fältransoner, beroende på vilka förhållanden försvarsmakten väntas arbeta i, men de vanligaste är frystorkade ransoner samt färdiglagade ransoner.

## Olika fältransoner
| Landets namn                     | Fältransonens namn                                    |
| -------------------------------- | ----------------------------------------------------- |
| United States of America (USA) . | Meal, Ready-to-Eat (MRE)                              |
| Sverige (SWE)                    | Fältranson (24 Hour meals)                            |
| Tyskland (GER)                   | Einmannpackung (EPA)                                  |
| Frankrike (FRA)                  | Ration de Combat Individuelle Rechauffable (RCIR)     |
| Italien (ITA)                    | Razione Viveri Speciale da Combattimento (RVSC)       |
| Ryssland (RUS)                   | Individualnovo Ratsiona Pitanee - Povsedyen (IRP-P) . |
| Canada (CAN)                     | Individual Meal Pack (IMP)                            |
| England (GRB)                    | British 24-Hour Ration Packs (B24-HRP)                |
| Australien (AUS)                 | Australian Combat Ration Packs (ACRP)                 |